# Boris Šuštaršič
Boris Šuštaršič, slovenski politik, * 20. junij 1945, † 25. avgust 2018.
Med letoma 1992 in 2002 ter med letoma 2007 in 2012 je bil član Državnega sveta Republike Slovenije.